# Starlito
Starlito, de son vrai nom Jermaine Eric Shute, anciennement connu sous le nom de All $tar Cashville Prince, né le 15 décembre 1984 à Nashville, dans le Tennessee, est un rappeur américain connu pour son single à succès Grey Goose. Il signe brièvement au label Cash Money Records. À cette période, il publie plusieurs mixtapes au label comme la série des The I Love You  et The Tenn-a-Keyan.

## Biographie
Jermaine Eric Shute est né le 15 décembre 1984 à Nashville, dans le Tennessee. Il lance sa carrière musicale sous le nom de scène All $tar Cashville Prince et publie son premier album indépendant, Prince of the Ville en 2005. Il signe par la suite au label Cash Money Records du rappeur Birdman et y publie son single à succès Grey Goose avec Young Jeezy et Yo Gotti,. À cette période, il publie plusieurs mixtapes au label comme la série des The I Love You  et The Tenn-a-Keyan. Puis il publie sa série de mixtapes intitulée Starlito's Way dont sa troisième édition, Starlito’s Way 3: Life Insurance, sera publiée en 2010 sous son nouveau nom, Starlito.
Son single Crazy est publié en 2007 et composé aux côtés de Lil Wayne, et prévoit de publier un premier album intitulé Cash Money Laundering. Cependant, l'album ne sera jamais publié, et Jermaine sera jeté du label en 2010, date durant laquelle il change officiellement son nom de scène en Starlito. Il publie par la suite la mixtape Ultimate Warrior en 2011, suivi de l'album Mental WARfare en 2012 au label Grind Hard.
L'année suivante, le 4 juillet 2013, Starlito publie l'album Cold Turkey sur iTunes,. L'album débute premier des Billboard Top Heatseekers, et atteint la 107e place du Billboard 200. L'album fait participer Freddie Gibbs, Devin the Dude (sur la chanson Rollin'), Alley Boy et Kevin Gates. Cold Turkey compte près de 4 000 exemplaires vendus la première semaine.
Le 15 octobre 2013, Starlito et Don Trip publient Step Brothers Two, la suite de Step Brothers publié en 2011 qui atteint la 71e place du Billboard 200.

## Discographie

### Album studio
- 2008 : Street Ball[2]

### Mixtapes
- 2007 : The Tenn-a-Keyan
- 2007 : Starlito's Way: T Am Not Your Friend
- 2008 : Starlito's Way II: Dec. 15th A Star Was Born & Internal Affairs
- 2008 : The Tenn-A-Keyan 2: State of the Union
- 2008 : Starbucks (avec Young Buck)
- 2009 : I Love You Too
- 2009 : I Love You, Too Much: The Necessary Evils
- 2009 : The Tenn-A-Keyan 3: Comics, Sports, Crimes and Courts
- 2009 : I Still Love You: From The Back of Class
- 2010 : The Tenn-A-Keyan 3.5: I'll Shoot Through Ya
- 2010 : Renaissance Gangster
- 2010 : Livin' In The Past
- 2010 : Terminader Gold 60
- 2010 : Free at Last
- 2011 : @ War W/ Myself
- 2011 : Step Brothers (avec Don Trip)[8]
- 2011 : Ultimate Warrior
- 2011 : #UW: Separation Anxiety
- 2012 : Mental WARfare[9]
- 2012 : Post Traumatic Stress[10]
- 2012 : Produced By Coop: The Starlito Tape (avec Coop Take Off on Em)
- 2012 : Funerals and Court Dates[11]
- 2013 : Attention Tithes and Taxes[12]
- 2013 : Step Brothers Two (avec Don Trip)[13]
- 2013 : Insomnia Addict
- 2014 : Theories
- 2015 : Introversion
- 2015 : Passed the Present Mixtape

### Singles
- 2006 : Grey Goose (feat. Yo Gotti et Lil Wayne)
- 2006 : Tear It Up (feat. Young Buck et Yo Gotti)
- 2007 : Grind Hard for the Money (feat. Young Buck et Yo Gotti)

### Featurings
- 2006 : No More (Birdman & Lil Wayne feat. All Star Cashville Prince)
- 2007 : We Gangsta (Birdman feat. All Star Cashville Prince & Yo Gotti)